# Joël Chenal
Joël Chenal, född 10 oktober 1973, är en fransk alpinskidåkare. 
Chenal största merit är silvermedaljen vid OS 2006 i storslalom. Chenal har även en seger i världscupen från 1999 i Alta Badia även den i storslalom. Chenal avslutade sin karriär genom att representera Frankrike i det sista slalomheatet, utklädd till Elvis, i Världscupsavslutningen i
Åre den 15 mars 2009.